# Trevante Rhodes
Trevante Rhodes (10. veljače 1990.) je američki glumac i bivši sprinter. Najpoznatiji je po ulozi Chironea u nagrađivanom filmu Moonlight iz 2016. godine za koji je osvojio brojne nominacije za filmske nagrade.

## Rani život
Rhodes je rođen u gradu Ponchatoula (država Louisiana), a u dobi od 10 godina preselio se u Little Elm u državi Teksas. Tijekom srednje škole koju je pohađao u Teksasu, Rhodes je igrao američki nogomet uz poznatog igrača Colea Beasleyja. Uz američki nogomet također se bavio atletikom, prvenstveno sprintanjem na stotinu i dvije stotine metara. Kao junior tijekom prvenstva 2007. godine održanog na stadionu Mike A. Myers u obje discipline završio je na drugom mjestu iza Whitneyja Prevosta. Ozljeda na nogometnom terenu spriječila je njegov daljnji razvoj, premda je svejedno dobio stipendiju za pohađanje teksaškog sveučilišta u Austinu.
Rhodes je kao sprinter nastupao za Texas Longhorns u razdoblju od 2008. do 2012. godine. Godine 2009. na pan-američkom juniorskom atletskom prvenstvu u Port-of-Spain (država Trinidad i Tobago) Rhodes je pomogao američkoj reprezentaciji u osvajanju zlatne medalje u utrci 4x100 metara.

## Glumačka karijera

### Rana faza
Nakon što je diplomirao, Rhodes se preselio u Los Angeles i odmah započeo raditi kao glumac. Njegove prve uloge uključuju one sporednih likova u filmovima Terrencea Malicka Song to Song, Nacha Vigalonda Open Windows (gdje je glumio uz Elijaha Wooda), Eddieja O'Keefea Shangri-La Suite i Matta Jonesa odnosno Davea Hilla The Night Is Young. Na televiziji Rhodes se pojavljivao u seriji Gang Related te u HBO-ovoj svjetski poznatoj seriji Westworld.

### Moonlight
Rhodes je postao svjetski poznati glumac nakon izrazito hvaljenog nastupa u filmu Moonlight redatelja Barryja Jenkinsa u kojem je glumio glavnog lika filma Chironea (u njegovoj odrasloj verziji). U veljači 2017. godine Rhodes je postao dijelom marketinške kampanje Calvina Kleina, poznatog proizvođača donjeg rublja skupa s kolegama iz filma - Mahershalom Alijem, Ashtonom Sandersom i Alexom Hibbertom.
U siječnju 2017. godine Rhodes se pridružio glumačkoj postavi nadolazećeg filma The Predator čiji se početak kino distribucije očekuje tijekom 2018. godine.

## Vanjske poveznice
- Trevante Rhodes u internetskoj bazi filmova IMDb-u (engl.)